# Penwithick
Penwithick är en by i Cornwall distrikt i Cornwall grevskap i England. Byn är belägen 22,4 km 
från Truro. Orten har 1 882 invånare (2015).